# Dicranota (Polyangaeus) megalops
Dicranota (Polyangaeus) megalops is een tweevleugelige uit de familie Pediciidae. De soort komt voor in het Nearctisch gebied.